# Покровское (Кимрский район)
Покро́вское — деревня в Кимрском районе Тверской области. Входит в состав Печетовского сельского поселения.

## География и транспорт
Деревня Покровское по автодорогам расположена в 25 км к северо-западу от города Кимры, в 33 км от железнодорожной станции Савёлово, и в 163 км от МКАД.
Деревня находится рядом с рекой Малая Пудица и окружена массивом мелколиственных и хвойных лесов. Почва в деревне в большинстве своём относится к супесям, во многих местах присутствуют значительные залежи торфа. К северо-востоку от деревни находится Битюковское болото.
Ближайшие населённые пункты — деревни Одинцово, Заручьево и Андрейцево.
По данным кимрской автостанции от города Кимры и железнодорожной станции Савёлово до Покровского ежедневно (кроме вторников) по 2 раза в день курсирует автобус ПАЗ-3205 по следующим маршрутам:
- «Яковлевское» (маршрут № 108, до деревни Яковлевское);
- «Вороново» (маршрут № 109, до деревни Николо-Ям).

## История
Деревня Покровское впервые появляется на карте Тверского наместничества 1792 г. как деревня Покров.
Во второй половине XIX — начале XX века деревня Покровское входила в Паскинскую волость Корчевского уезда Тверской губернии.
В 1929 г. деревня Покровское вошла в состав новообразованного Кимрского района, который, в свою очередь, вошёл в состав Московской области.
В 1935 г. деревня вошла в состав новообразованной Калининской области.
С начала 90-х гг. деревня была в составе Паскинского сельского округа (ликвидирован в 2006 г.).
В 2006 г. деревня Покровское вошла в состав новообразованного Печетовского сельского поселения.

## Население
| 1859 | 2002 | 2010 |
| ---- | ---- | ---- |
| 116  | ↘12  | ↘6   |

## Достопримечательности
- Церковь Покрова Пресвятой Богородицы, 1834 года постройки[4][5];
- озеро Большое и Малое;
- река Малая Пудица и близлежащие леса пользуются большой популярностью у рыболовов и охотников.

## Учреждения
На момент 2018 г. жители деревни ездят в среднюю общеобразовательную школу деревни Неклюдово, а также в город Кимры. За медицинскими услугами — в Печетовский ФАП, а также в город Кимры.